# Palazzo Clerici (Castelletto di Cuggiono)
Villa Clerici (detto anche Il Castelletto di Cuggiono) è una storica villa edificata a partire dal Seicento a Castelletto, frazione di Cuggiono, nella città metropolitana di Milano. La villa, che diede il nome all'intero borgo di Castelletto di Cuggiono, fu indubbiamente una delle più lussuose e certamente la più grande per estensione nell'intero percorso del Naviglio Grande.

## Storia

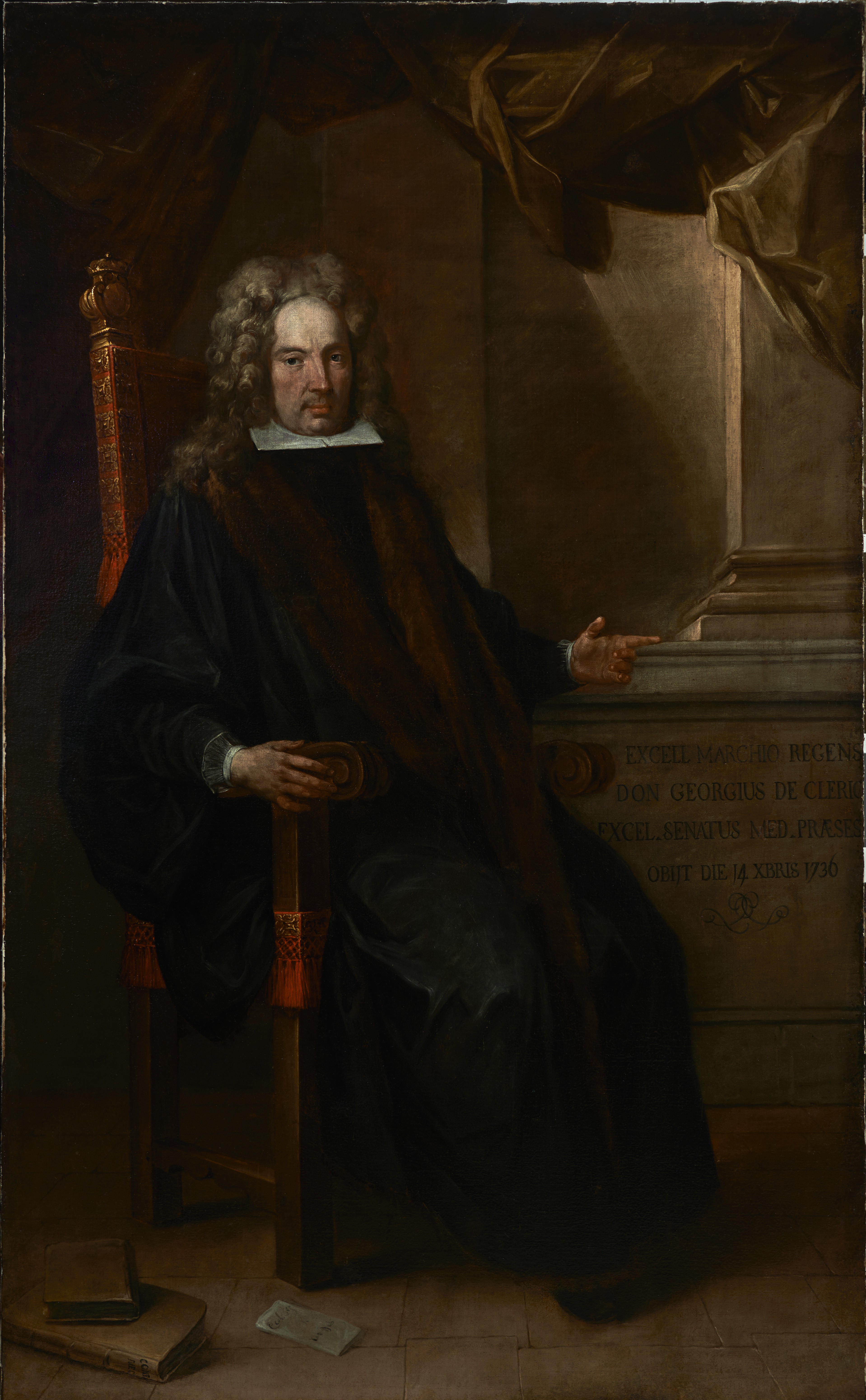
Giorgio II Clerici che avviò la costruzione di Palazzo Clerici a Castelletto di Cuggiono nel 1685

La villa venne costruita nelle forme attuali a partire dal 1685 per volere del marchese Giorgio II Clerici (1648-1736), erede di una ricca famiglia di banchieri di origine comasca, il quale aveva ottenuto il feudo di Cuggiono con i territori di Castelletto e Malvaglio.
La villa sorse lungo la sponda sinistra del Naviglio Grande, probabilmente sui resti di un antico fortilizio medievale posto a guardia del Ticino da cui dista meno di un chilometro Il terreno e la costruzione che qui si trovava, erano di proprietà della nobile famiglia degli Omodei che era divenuta debitrice nei confronti della famiglia Clerici di una cifra consistente e che aveva finito per cedere loro l'intera proprietà a scomputo di quanto dovuto. 
Già alla morte di Giorgio I Clerici nel 1665, la villa aveva iniziato ad essere abbozzata con alcuni rifacimento, ma fu il nipote Giorgio II Clerici a commissionare all'architetto Gerolamo Quadrio la realizzazione di un'imponente villa di campagna da dove poter dominare le proprie terre. 
Il pronipote di Giorgio II, Anton Giorgio, completò la villa di Castelletto con la realizzazione del grandioso giardino arricchito da piante esotiche, statue e pergolati, oltre a far realizzare uno scenografico imbarcadero lungo il Naviglio Grande ancora oggi esistente. Sarà proprio Anton Giorgio a commissionare la veduta del proprio palazzo di campagna a Marcantonio Dal Re per le sue Ville di Delizia nella prima metà del Settecento. Alla morte di Anton Giorgio, avvenuta senza eredi maschi, la villa e l'eredità del ramo principale dei Clerici passò ad un ramo secondario a cui appartenne anche il patriota milanese Giorgio Clerici che abitò stagionalmente il complesso di Castelletto.
La villa rimase di proprietà degli eredi della famiglia Clerici sino al 1871 quando venne inizialmente devoluta per la realizzazione di un manicomio provinciale, e invece finì per essere acquistata dall'ingegnere Carlo Cornelli, uno dei pionieri in Italia dell'impiego industriale dell'energia elettrica. Poco dopo il Cornelli vendette l'intero complesso alla famiglia Simontacchi la quale installò all'interno della villa un grande stabilimento tessile, fatto che andò a compromettere e rovinare in parte le sale interne del complesso con l'alterazione degli spazi seicenteschi e la demolizione di intere pareti per creare spazi più consoni all'attività industriale.
Nel 1950 la villa venne venduta alla famiglia Pacchi di Busto Arsizio la quale, per la prima volta, la aprì al pubblico in rare occasioni. Nel 1973 l'edificio venne vincolato dalla sovrintendenza dei beni culturali, ma al posto di migliorare la situazione questo comportò un totale immobilismo nelle condizioni della villa che, anzi, continuò nella sua decadenza. Attualmente l'edificio vessa in stato di abbandono totale.
Nel 2021 l'immobile viene acquisto da parte dell'ex senatore Mario Mantovani.

## Descrizione

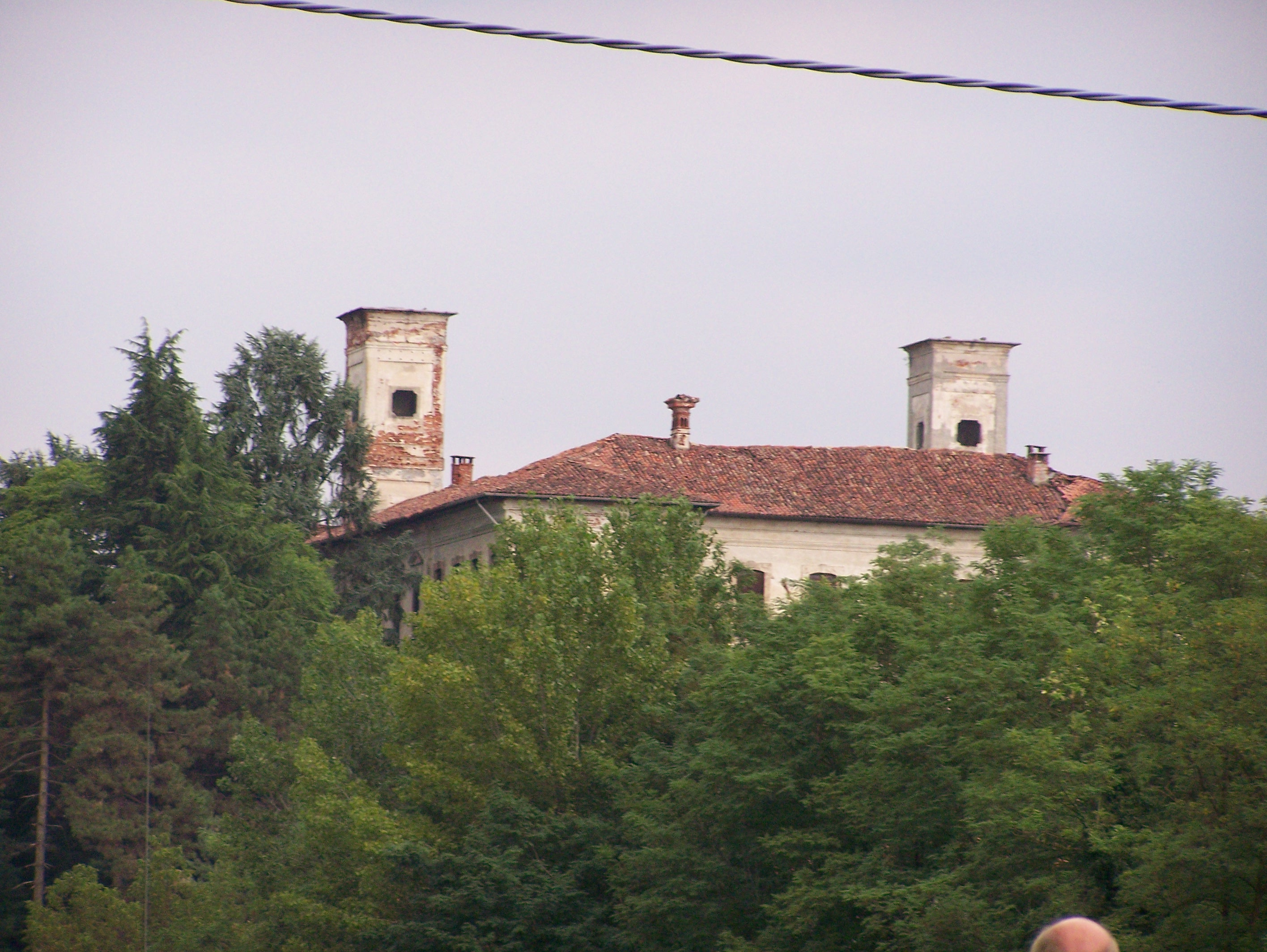
Particolare delle torrette del palazzo

La struttura della villa è imponente e fortemente significativa: essa si affaccia sia sul Naviglio tramite uno sperone naturale, che sul borgo di Castelletto a simboleggiare il duplice potere di cui la famiglia Clerici era depositaria, traendo ricchezza sia dalla via d'acqua che dalle vie di terra. La pianta del palazzo è caratterizzata da un grande corpo chiuso a cortili e caratterizzato dalla presenza di due torri con servizio di piccionaia. 
I Clerici all'epoca dell'erezione del loro palazzo castellettese erano molto ricchi (di professione erano banchieri) ma non erano sufficientemente nobili da poter competere con altre importanti famiglie del milanese e per questo si sbizzarrirono a realizzare quest'imponente costruzione che per dimensioni e splendore poteva competere con le più importanti regge dell'epoca: il complesso, con una curiosa pianta a H, ha in tutto 365 finestre (una per ogni giorno dell'anno) e 12 balconi in tutto (come i mesi dell'anno). Di notevole interesse all'interno del complesso sono alcuni affreschi realizzati dagli allievi di Giovanni Battista Tiepolo, impiegato dai Clerici nella fastosa decorazione del loro palazzo milanese.
Nel parco, progettato nel XVIII secolo con terrazzamenti su cinque piani, spicca la grandiosa scalinata barocca che scende dalla villa sino alle acque del Naviglio Grande e che un tempo veniva utilizzata come imbarcadero per i nobili che vi attraccavano per poi giungere comodamente sino alla villa, evitando di passare attraverso il borgo. Essa ha subito pesanti danni alla fine dell'Ottocento, quando il complesso divenne proprietà della tessitura Simontacchi che ne smontò una parte per lasciar posto ad una vasca per il candeggio dei tessuti.

### Il commento di Marcantonio Dal Re
Marcantonio Dal Re, che realizzò a stampa una delle prime vedute dell'intero complesso di Palazzo Clerici dopo il suo completamento, così descrisse la villa:

## Nei media

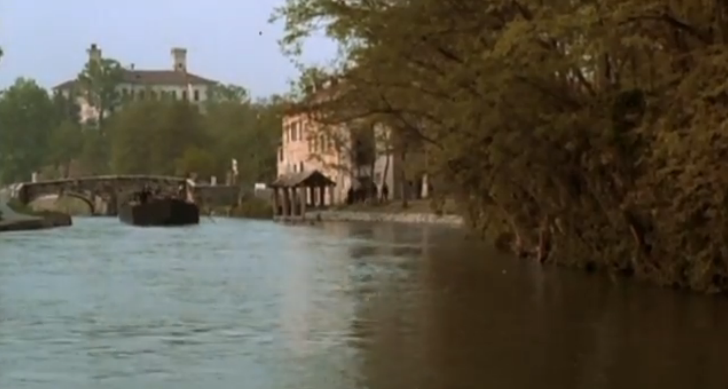
Frame della scena del film L'albero degli zoccoli ambientata a Castelletto di Cuggiono sul Naviglio. Sullo sfondo, Palazzo Clerici.

La villa è visibile assieme al borgo di Castelletto nel film L'albero degli zoccoli del 1978 del regista Ermanno Olmi.